# 趙士琛
趙士琛（?—?），直隸省天津府天津縣人，清朝政治人物、進士出身。
光緒十八年（1892年），参加光緒壬辰科殿試，登進士二甲64名。同年五月，改翰林院庶吉士。光緒二十年四月，散館，授翰林院編修。